# Atoll Makunudhoo
Cette page contient des caractères et des mots thâna comme ހ ou ފ. En cas de problème, consultez l’article Thâna ou testez votre navigateur.
L'atoll Makunudhoo, en divehi މަކުނުދޫ, est un atoll des Maldives. Ses 1 388 habitants se répartissent sur une des quatre îles qui le composent. Les terres émergées représentent 0,96 km2 sur les 142,48 km2 de superficie totale de l'atoll, lagon inclus.